# Iōannīs Agravanīs
Iōannīs Agravanīs (in greco Ιωάννης Αγραβάνης?; Amarousio, 13 novembre 1998) è un cestista greco.
È il fratello di Dīmītrīs Agravanīs, a sua volta cestista.

## Palmarès
- Coppa di Grecia: 1

AEK Atene: 2017-18
- Basketball Champions League: 1

AEK Atene: 2017-18